# Ada (Minnesota)
Ada ist eine Kleinstadt (mit dem Status „City“) und Verwaltungssitz des Norman County im US-amerikanischen Bundesstaat Minnesota. Das U.S. Census Bureau hat bei der Volkszählung 2020 eine Einwohnerzahl von 1.740 ermittelt.

## Geografie
Ada liegt im Nordwesten Minnesotas, rund zwei Kilometer nördlich des Wild Rice River, einem rechten Nebenfluss des Red River of the North. Die geografischen Koordinaten sind 47°17′59″ nördlicher Breite und 96°30′55″ westlicher Länge. Die Stadt erstreckt sich über eine Fläche von 3,6 km².
Benachbarte Orte von Ada sind Lockhart (17,5 km nördlich), Twin Valley (22,6 km östlich), Borup (14 km südlich), Hendrum (26,3 km westlich) und Halstad (29,4 km westnordwestlich).
Die nächstgelegenen größeren Städte sind Winnipeg in der kanadischen Provinz Manitoba (317 km nördlich), Duluth am Oberen See (383 km östlich), Minneapolis (408 km südöstlich), Sioux Falls in South Dakota (457 km südlich) und Fargo in North Dakota (69,3 km südsüdwestlich).
Die Grenze zu Kanada befindet sich 224 km nördlich.

## Verkehr
Im Stadtgebiet von Ada kreuzen die Minnesota State Routes 9 und 200. Alle weiteren Straßen sind untergeordnete und teils unbefestigte Fahrwege sowie innerörtliche Verbindungsstraßen.
Mit dem Norman County Ada/Twin Valley Airport liegt 16,5 km südöstlich von Ada ein kleiner Flugplatz. Die nächsten größeren Flughäfen sind der Hector International Airport von Fargo (66,1 km südwestlich), der Winnipeg James Armstrong Richardson International Airport (319 km nördlich) und der Minneapolis-Saint Paul International Airport (431 km südöstlich).

## Demografische Daten
Nach der Volkszählung im Jahr 2010 lebten in Ada 1707 Menschen in 742 Haushalten. Die Bevölkerungsdichte betrug 474,2 Einwohner pro Quadratkilometer. In den 742 Haushalten lebten statistisch je 2,22 Personen.
Ethnisch betrachtet setzte sich die Bevölkerung zusammen aus 94,9 Prozent Weißen, 0,2 Prozent Afroamerikanern, 1,1 Prozent amerikanischen Ureinwohnern, 0,5 Prozent Asiaten sowie 1,4 Prozent aus anderen ethnischen Gruppen; 1,9 Prozent stammten von zwei oder mehr Ethnien ab. Unabhängig von der ethnischen Zugehörigkeit waren 5,6 Prozent der Bevölkerung spanischer oder lateinamerikanischer Abstammung.
24,2 Prozent der Bevölkerung waren unter 18 Jahre alt, 53,2 Prozent waren zwischen 18 und 64 und 22,6 Prozent waren 65 Jahre oder älter. Das Durchschnittsalter betrug 2010 43,9 Jahre. 54,5 Prozent der Bevölkerung war weiblich.

Das mittlere jährliche Einkommen eines Haushalts lag bei 39.375 USD. Das Pro-Kopf-Einkommen betrug 23.862 USD. 14,6 Prozent der Einwohner lebten unterhalb der Armutsgrenze.